# Mihail Ivanovič Zasulič
Mihail Ivanovič Zasulič (rusko Михаи́л Ива́нович Засу́лич), ruski general, * 1843, † 1910.

## Življenje in vojaška pot
Zasulič je sodeloval v rusko-turški vojni v letih 1877 in 1878. Leta 1894 je prejel čin generalmajorja in postal poveljnik 1. brigade 9. pehotne divizije, nato pa 1. brigade 2. grenadirske divizije. Leta 1899 je postal poveljnik Osoveške trdnjave, leta 1900 poveljnik 6. pehotne divizije, leta 1901 pa je prejel čin generallajtnanta.
Malo pred začetkom rusko-japonske vojne je postal poveljnik 2. sibirskega korpusa kjer je dočakal vojno. Kot načelnik vzhodnega dela mandžurske armade, ki jo je sestavljalo 140.000 mož, je moral ubraniti reko Jalu, kar pa se ni zgodilo. 
Leta 1906 so ga zdravstveno upokojili.